# Maison de Jakob Sauer
La maison de Jakob Sauer (Jakob Sauers hus en suédois) est une maison située dans Gamla stan, la vieille ville de Stockholm, au numéro 29 de la rue Västerlånggatan.
Bien que reconstruit au XVIIe siècle, puis au XIXe siècle, cet édifice présente encore au premier étage une claire-voie en brique du XIVe siècle, redécouverte dans les années 1940 et restaurée en 1946.